# مرقد بيبي شريفة خاتون
مرقد بيبي شريفة خاتون (بالفارسية: امامزاده بی‌بی شریفه خاتون) هو مرقد شيعي تاريخي يعود إلى السلالة الصفوية، ويقع في مقاطعة سروستان.